# Karia (El Jadida)
Pour les articles homonymes, voir Karia.
Karia : est une ville du Maroc qui constitue le centre urbain de la commune rurale de Bouhmane. Elle est située dans la province d'El Jadida (région de Taza-Al Hoceïma-Taounate).
De 1994 à 2004, sa population est passée de 3 509 à 7 803 habitants.